# Лев Грамматик
Лев Грамматик — византийский летописец XI века.
О его жизни нет никаких сведений, само его имя, вероятно, является псевдонимом или вообще вымышленным именем.
Продолжив работу Феофана Исповедника, написал хронику событий от грехопадения до 948 года, которая была завершена 8 июля 1013 года. На деле, вполне возможно, был не автором, а редактором (или одним из редакторов) или компилятором данной работы на основе более ранних источников. Существует несколько вариантов этой рукописи, которые отличаются друг от друга деталями; в некоторых из них события доведены до 963, 1018 или 1043 года.